# Opisthotonus

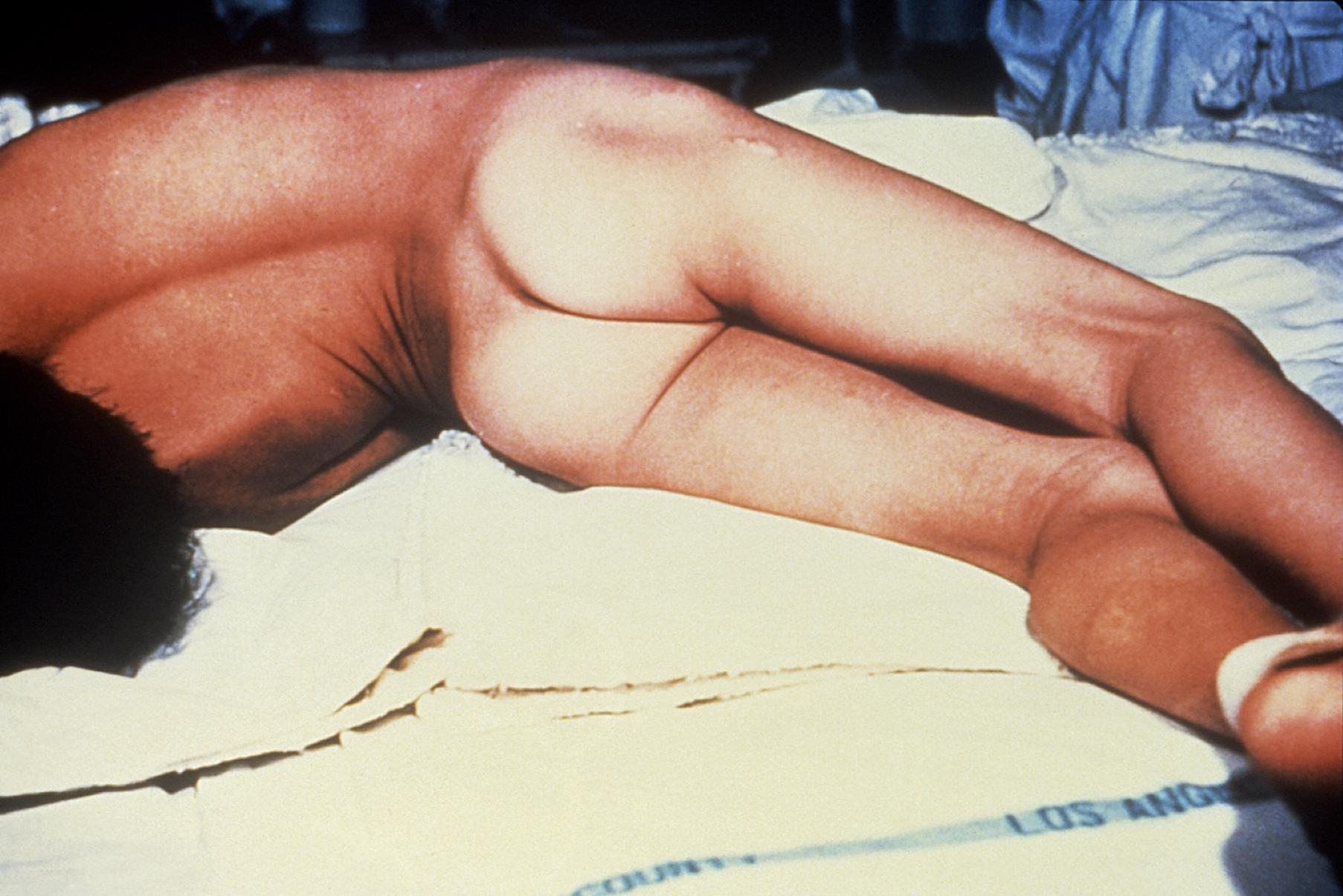
Symptoom tetanusinfectie

Opisthotonus is een medisch symptoom veroorzaakt door het onwillekeurig aanspannen van de rug- en nekspieren. Het lichaam ligt naar achteren in een boog gekromd met het hoofd in de nek. Het treedt op bij tetanus, strychninevergiftiging, ver gevorderde hersenvliesontsteking, kernicterus, bij paroxysmale sympathische hyperactiviteit bij (traumatisch) hersenletsel, intoxicatie met methanol, intoxicatie met methylxanthines (kinderen), en soms bij spastische mensen. Indien niet aangeboren is het dus meestal zeer verontrustend.